# Saison 11 de Modern Family
 (août 2018).
Si vous disposez d'ouvrages ou d'articles de référence ou si vous connaissez des sites web de qualité traitant du thème abordé ici, merci de compléter l'article en donnant les références utiles à sa vérifiabilité et en les liant à la section « Notes et références ».
Chronologie
Saison 10
Cet article présente la liste des épisodes de la onzième et dernière saison de la série télévisée américaine Modern Family.

## Généralités
- Aux États-Unis, cette onzième et dernière saison est diffusée depuis le 25 septembre 2019[1] sur le réseau ABC.
- Au Canada, elle sera diffusée en simultané sur le réseau Global[2].
- En France, elle sera diffusée du 23 août 2021 au 27 août 2021 sur M6.

## Distribution

### Acteurs principaux
- Ed O'Neill (VF : Michel Dodane) : Jay Pritchett
- Julie Bowen (VF : Gaëlle Savary) : Claire Dunphy
- Ty Burrell (VF : Loïc Houdré) : Phil Dunphy
- Sofía Vergara (VF : Sophie Riffont) : Gloria Delgado-Pritchett
- Jesse Tyler Ferguson (VF : Jérôme Berthoud) : Mitchell Pritchett
- Eric Stonestreet (VF : Daniel-Jean Colloredo) : Cameron Tucker
- Sarah Hyland (VF : Alexia Papineschi) : Haley Dunphy/Marshall (sauf épisodes 5,8,10,11 et 13)
- Nolan Gould (VF : Henri Bungert) : Luke Dunphy  (sauf épisodes 4,11,12, apparaît en caméo dans l'épisode 13 et au moyen d'archives dans l'épisode 14)
- Ariel Winter (VF : Léopoldine Serre) : Alex Dunphy (sauf épisodes 6,8,11, apparaît en caméo dans l'épisode 13 et au moyen d'archives dans l'épisode 14)
- Rico Rodriguez (VF : Antoine Fonck) : Manny Delgado (sauf épisodes 2,6,15 et apparaît au moyen d'archives dans l'épisode 14)
- Aubrey Anderson-Emmons (en) (VF : Lana Ropion) : Lily Pritchett-Tucker (sauf épisodes 2,7,8,10,12,13)
- Jeremy Maguire (en) (VF : Fanny Bloc) : Joe Pritchett (sauf épisodes 2,3,5,6,8,10,13,15)
- Reid Ewing (VF : Hervé Grull) : Dylan Marshall (sauf épisodes 4,5,8,10 à 13)

### Acteurs récurrents
- Marsha Kramer : Margaret

### Invités
- Hillary Anne Matthews : Sherry Shaker
- Miska Kajanus : Yngvar
- Jeremy Isaiah Becerra : Carlos
- Justin Elling : Kyle
- Kristen Li : Suzie
- Alejandra Lopez : Belinda
- Charles Lott Jr. : Derek
- Tara Strong : Bridget, le réfrigérateur intelligent (voix)
- Gabrielle Ruiz : Anne
- Amy Pietz : Janice
- Molly Ephraim : Libby
- Michael Strassner : Ike
- Sammy Voit : Luke Dunphy (jeune)
- Kevin Miller : Bob
- Tiberius Bright : Agent de sécurité
- Stephanie Beatriz : Sonia Ramirez
- Stefanie Koenig : Sheryl
- Katie Wee : Sandy
- Francis Gonzalez : Nestor
- Christopher Gorham : Brad
- Matthew Wilkas : Paul
- Sanai Victoria : Vera
- Carson Brand : Gary
- Kristen Studard : Eunice
- Shane Yoon : Matthew
- Dominic Burgess : Nate
- Maggie Gwin : Lindsay
- Kasey Mahaffy : Dom
- Rebecca Warm : Cat Person
- Christopher Wolfe : Luis Sanchez
- Rob Riggle : Gil Thorpe
- Christian Barillas : Ronaldo
- Kevin Daniels : Longines
- Marsha Kramer : Margaret
- Sam Lloyd : Bobby
- Josh Pins : Evan
- Julia Fowler : Madge
- Dominic Burgess : Nate
- Kasey Mahaffy : Dom
- Rahnuma Panthaky : Josie
- Elaine Madelyne Kim : Roselyne
- Hunter J Mitchell : Sam
- Maggie Gwin : Lindsay
- Edith Fields : Le voisins
- Daniela Bobadilla : Trish
- Kevin Bernson : Raymond
- Christopher Wolfe : Barber
- Jimmy Tatro : Bill
- Tenzing Norway Taylor : David Tashi
- Jamie Moyer : Mademoiselle Pasternak
- Hector Elias : Le père Ramirez
- Landon Klotz : Pitkowski
- Mather Zickel : Scooter
- Matthew Risch : Jotham
- Rory O'Malley : Ptolemy
- Eli Gelb : Neil
- Courteney Cox
- David Beckham

## Épisodes

### Épisode 1:Vos parents ont tout fait de travers
- États-Unis /  Canada : 25 septembre 2019 sur ABC / Global
- Suisse : 23 août 2020 sur RTS 1
- France : 23 août 2021 sur M6

- États-Unis : 4,09 millions de téléspectateurs (première diffusion)

- Hillary Ann Matthews (Sherry Shaker)
- Miska Kajanus (Yngvar)
- Jeremiah Isiah Becarra (Carlos)
- Justin Ellings (Kyle)
- Kristen Li (Suzie)
- Alejandra Lopez (Belinda)
- Charles Lott Jr (Derek)

### Épisode 2:Pétage de plomb
- États-Unis /  Canada : 2 octobre 2019 sur ABC / Global
- Suisse : 30 août 2020 sur RTS 1
- France : 23 août 2021 sur M6

- États-Unis : 4,32 millions de téléspectateurs (première diffusion)

- Tiberius Bright (Le garde de sécurité)
- Amy Pietz (Janice)
- Kevin Miller(Bob)
- Michael Strassner (Ike)
- Gabriele Ruiz (Anne)
- Molly Ephraim (Debby)
- Tara Strong (Bridget)

### Épisode 3:Une paire parfaite
- États-Unis /  Canada : 9 octobre 2019 sur ABC / Global
- Suisse : 6 septembre 2020 sur RTS 1
- France : 24 août 2021 sur M6

- États-Unis : 3,95 millions de téléspectateurs (première diffusion)

- Stephanie Beatriz (Sonia)
- Stefanie Koenig (Sheryl)
- Katie Wee (Sandy)
- Francis Gonzalez (Nestor)
- Christopher Gorham (Brad)
- Matthew Wilkas (Paul)
- Sanai Victoria (Vera)
- Carson Brand (Gary)
- Kristen Studard (Eunice)
- Shane Yoon (Matthew)
- Matt Cullen (Le fan de Cher)
- PD Mani (Vendeur)
- Krishna Smirtha (Barmaid)
- Sarah Cornell (Volontaire)
- Rebecca Warm (La fille qui se déguise en chat)

### Épisode 4:Question de confiance
- États-Unis /  Canada : 16 octobre 2019 sur ABC / Global
- Suisse : 8 novembre 2020 sur RTS 1
- France : 24 août 2021 sur M6

- États-Unis : 4,21 millions de téléspectateurs (première diffusion)

- Cristian Barillas (Ronaldo)
- Rob Riggle (Gil Thorpe)
- Marsha Kramer (Margaret)
- Kevin Daniels (Longinus)
- Sam Lloyd (Bobby)
- Josh Pins (Evan)
- Julia Fowler (Madge)
- Dominic Burgess(Nate)
- Kasey Mahaffy (Dom)
- Rahnuma Panthaky (Josie)
- Elaine Madelyne Kim (Roselyne)
- Hunter J Mitchell(Sam)
- Maggie Gwin (Lindsay)
- Edith Fields (La voisine)
- Daniela Bobadilla (Trish)
- Kevin Bernson	(Raymond)
- Christopher Wolfe (Le barbier)

### Épisode 5:Même pas peur!
- États-Unis /  Canada : 30 octobre 2019 sur ABC / Global
- Suisse : 13 décembre 2020 sur RTS 1
- France : 24 août 2021 sur M6

- États-Unis : 3,93 millions de téléspectateurs (première diffusion)

- Jimmy Tatro (Bill)
- Amy Pietz (Janice)
- Andy Walken (Deadpool)
- Kelly Mantle (La drag queen)
- Kelly Hawthorne (Denise)
- Michael Marc Friedman	(Norm)
- Clint McRay (Le Boy Scout)
- Johnno Wilson (Le zombie)
- Alex Perez (Le serveur)
- Allen Hooper	(Joseph)
- Jeff Greenberg (Bernard)

### Épisode 6:Le Phil conducteur
- États-Unis /  Canada : 6 novembre 2019 sur ABC / Global
- Suisse : 20 décembre 2020 sur RTS 1
- France : 24 août 2021 sur M6

- États-Unis : 3,95 millions de téléspectateurs (première diffusion)

- Marsha Kramer (Margaret)
- Jaime Moyer (Madame Pasternak)
- Tenzing Norgay Trainor (David Tashi)
- Hector Elias	(Le prêtre)
- Mather Zickel (Scooter)
- Landon Klotz (Pitkowski)

### Épisode 7:En cas de divorce
- États-Unis /  Canada : 20 novembre 2019 sur ABC / Global
- Suisse : 3 janvier 2021 sur RTS 1
- France : 25 août 2021 sur M6

- États-Unis : 3,95 millions de téléspectateurs (première diffusion)

- Cristian Barillas (Ronaldo)
- Kevin Daniels (Longinus)
- Matthew Risch (Jotham)
- Rory O Malley(Ptolemy)
- Eli Gelb (Neil)

### Épisode 8:Le Don de soi
- États-Unis /  Canada : 4 décembre 2019 sur ABC / Global
- Suisse : 10 janvier 2021 sur RTS 1
- France : 25 août 2021 sur M6

- États-Unis : 3,82 millions de téléspectateurs (première diffusion)

- Ed Begley Jr (Jerry)
- Rachel Bay Jones (Farrah)
- Lauren Adams (Campbell)
- Jen Kirkman (Molly)
- Hillary Anne Matthewe (Sherry Shaker)
- Hanna basulka (Brandi)
- Cole Gerdes (Nathan)

### Épisode 9:Le Dernier Noël
- États-Unis /  Canada : 11 décembre 2019 sur ABC / Global
- Suisse : 10 janvier 2021 sur RTS 1
- France : 25 août 2021 sur M6

- États-Unis : 4,27 millions de téléspectateurs (première diffusion)

- Josh Pins (Evan)
- Julia Fowler (Madge)

### Épisode 10:La Grande Vie
- États-Unis /  Canada : 8 janvier 2020 sur ABC / Global
- Suisse : 17 janvier 2021 sur RTS 1
- France : 25 août 2021 sur M6

- États-Unis : 6,39 millions de téléspectateurs (première diffusion)

- David Beckham (Lui-même)
- Courteney Cox (Elle-même)
- Snoop Dogg (Lui-même)
- Vanessa Dubasso (Martha)
- Stephen Merchant (Higgins)
- Charlie Shand (L'enfant près du toboggan)
- Mark Saul (Mantel)
- Jepheth Gordon (Le barman)
- Perveen Singh (L'hôtesse)
- Michelle Campbell (La femme dans le cours de zumba)
- Matt Cordova 	(Adolfo de Venice)
- Jon Curry (Un invité dans la piscine)

### Épisode 11:L'Amour d'un père en héritage
- États-Unis /  Canada : 15 janvier 2020 sur ABC / Global
- Suisse : 17 janvier 2021 sur RTS 1
- France : 26 août 2021 sur M6

- États-Unis : 3,84 millions de téléspectateurs (première diffusion)

- Fred Willard 	(Frank)
- Marsha Kramer (Margaret)
- Paula Marshall (Beverly)
- Hayley Erin 	(Brenda Feldman)
- Siobhan Murphy (La fiancée)
- Todd Giebenham (Le fiancé)
- Melissa Greenspan (Debra)
- Eddie Alfano (Lon)
- Diego Parada 	(Carlos)
- Marty Ryan 	(Don)
- Nicole Sun 	(La cliente)
- Andrew Flory 	(Ronald)
- Daniela Somers Espinosa (Sue)
- Danielle Griffin (La propriétaire du chien)
- Sheila Shaw 	(Freida)

### Épisode 12:Un cadeau inattendu
- États-Unis /  Canada : 22 janvier 2020 sur ABC / Global
- Suisse : 31 janvier 2021 sur RTS 1
- France : 26 août 2021 sur M6

- États-Unis : 3,50 millions de téléspectateurs (première diffusion)

- Benjamin Bratt (Javier)
- Marsha Kramer (Margaret)
- Paul Dooley (Murray)
- Ed Asner(Hershel)
- Tanner Dovlan (Liam)
- Damian Gomez (Le cameraman)
- Josh Gad (Kenneth)

### Épisode 13:Paris sera toujours Paris
- États-Unis /  Canada : 12 février 2020 sur ABC / Global
- Suisse : 31 janvier 2021 sur RTS 1
- France : 26 août 2021 sur M6

- États-Unis : 3,73 millions de téléspectateurs (première diffusion)

- Arnaud Binard (Guy)
- Jean-Francois Pages (Bernard Busse)
- Jean-Pierre Pivolot (Fizbeau)
- Max Geller (Le serveur)
- Jorge Thompson (Le parisien Hipster)
- Catherine Artigala (La fan de Fizbeau)
- Estelle Galarme (La femme parisienne)
- Guillaume Bursztyn (Le peintre)
- Benoît de Gauléjac (Un parisien)
- Calvynn Wild (Un parisien)
- Vincent Furic (Un parisien)
- Jean-Raoul Lacote (Jean-Luc)
- Axel Fernandez (Un homme d'affaires)
- Romain Barreau (Le porteur d'affiche)

### Épisode 14:Séquence émotion
- États-Unis /  Canada : 19 février 2020 sur ABC / Global
- Suisse : 7 février 2021 sur RTS 1
- France : 26 août 2021 sur M6

- États-Unis : 3,28 millions de téléspectateurs (première diffusion)

- Caspian Diamant (Randy)
- Kendall Foote (Le professeur)
- Jaxon Goldenberg (Daniel)
- Morgan Murphy (La serveuse)
- Dakota Hickman (La fille Hawaïenne)

### Épisode 15:La Marche à suivre
- États-Unis /  Canada : 18 mars 2020 sur ABC / Global
- Suisse : 14 février 2021 sur RTS 1
- France : 27 août 2021 sur M6

- États-Unis : 4,33 millions de téléspectateurs (première diffusion)

- Chris Geere (Le professeur Arvin Finnerman)
- Jacob Zelonky (Un étudiant)
- Victoria Grace (Une étudiante)
- Mike Lane (Le livreur)
- Wendie Malick (Madame Beckman)

### Épisode 16:La famille s'agrandit... Encore!
- États-Unis /  Canada : 1er avril 2020 sur ABC / Global
- Suisse : 14 février 2021 sur RTS 1
- France : 27 août 2021 sur M6

- États-Unis : 4,33 millions de téléspectateurs (première diffusion)

- Tom Fitzpatrick (Jim)
- Collin Lee Turner (L'homme aux serpents)
- Marcy Goldman 	(Meemaw)
- Hilda Boulware (Mimsy)
- Oliver Strang (Un enfant)
- Cinai Léonard 	(Une enfant)
- Annabelle Resnick (Une enfant)
- Mike Ostroski (Un déménageur)
- Sarah Khasrovi (La mère)
- Samuel Davis (Le père)

L'intrigue de Jay et de Manny devait au départ servir pour l'épisode 2.

## Référence

### Épisode 17:Vous allez nous manquer, première partie
- États-Unis /  Canada : 8 avril 2020 sur ABC / Global
- Suisse : 21 février 2021 sur RTS 1
- France : 27 août 2021 sur M6

- États-Unis : 7,37 millions de téléspectateurs (première diffusion)

- Elizabeth Banks (Sal)
- Cristian Barillas (Ronaldo)
- Matthew Risch (Jotham)
- Chris Geere (Arvin)
- Rory O Malley (Ptolemy)
- Rodrigo Rojas (Stefan)
- Charlie Trainer (Charlie)

### Épisode 18:Vous allez nous manquer, deuxième partie
- États-Unis /  Canada : 8 avril 2020 sur ABC / Global
- Suisse : 21 février 2021 sur RTS 1
- France : 27 août 2021 sur M6

- États-Unis : 7,37 millions de téléspectateurs (première diffusion)